# Gösta von Schoultz
Gösta Alexander Benjamin von Schoultz, född 15 februari 1914 i Göteborg, död 17 juli 2003 i Lund, var en svensk museiman. Han var landsantikvarie i Värmlands län och chef för Värmlands museum i Karlstad 1950-1979.

## Biografi
Gösta von Schoultz föddes 15 februari 1914 i Göteborg och avled 17 juli 2003 i Lund. Han var 1940-1950 gift med Greta Werner (1914-1999) och från 1951 med Ulla Beer (1913-1988).
Gösta von Schoultz var yngst i en syskonskara av sju. Hans föräldrar var fabrikören Otto von Schoultz (1856-1921) och Anna, född Westerlund (1872-1942). Fadern ägde och drev Otto von Schoultz bokbinderi och Psilanders boktryckeri och pappershandel i Göteborg.
Gösta von Schoultz tog studentexamen i Göteborg 1933. Han blev filosofie kandidat i konsthistoria och klassisk och nordisk arkeologi 1937 och filosofie licentiat i nordisk och jämförande etnologi (folklivsforskning) 1944.
1935-1939 hade Gösta von Schoultz anställningar på Göteborgs konstmuseum och Göteborgs museums historiska avdelning, på Nordiska museet, vid Riksantikvarieämbetets byggnadsminnesavdelning, Statens historiska museum och i Norrköping. 1940-1942 var han amanuens hos professor Sigurd Erixon vid Institutet för folklivsforskning i Stockholm . 1943-1944 ordnade han utställningar och arkiv vid museer i Lindesberg, Vedevåg och Ludvika, och på Spårvägsmuseet och Tekniska museet i Stockholm. 1945-1946 gjorde han utställningar för Smålands museum i Växjö, i Helsingborg och i Östersund, tjänstgjorde på nytt vid Riksantikvarieämbetet och på Tekniska museet samt vikarierade som landsantikvarie i Dalarna. 1946-1950 var han intendent vid Nordiska museets allmogeavdelning.
Från 1950 till 1979 var Gösta von Schoultz landsantikvarie i Värmlands län och intendent och chef för Värmlands museum i Karlstad.
Gösta von Schoultz var ordförande i Svenska museimannaföreningen 1963-1964. Han var styrelseledamot i Skandinaviska museiförbundets svenska sektion och i svenska sektionen av den internationella museiorganisationen ICOM  .
Gösta von Schoultz forskning rörde bland annat äldre landsbygdsbebyggelse och herrgårdar i Dalsland och Värmland, tidiga folkrörelse- och frikyrkolokaler och teknik- och industrihistoria.
Gångna tiders bostadsskick, möbler och möblering var andra intresseområden. Det resulterade i uppsatser om folklig möbelkultur i Bohuslän, om möbelsnickeriet i Lindome  och Östervåla och om traditionen att också i trångbodda hushåll avdela ett rum till finrum. Hans licentiatavhandling behandlade det äldre sydsvenska bruket att vintertid ta in gårdens djur i boningshuset.
Gösta von Schoultz spårade upp och publicerade flera äldre dagböcker, brev och reseberättelser, skrivna av personer i Värmland och på andra håll, till exempel av 1800-talsarkitekten Magnus Isaeus och biskopen Carl Adolph Agardh.     
Under sina nära trettio år i Värmland ledde Gösta von Schoultz en rad byggnads- och kulturhistoriska räddningsinsatser. Under 1950-talet restaurerades von Echstedtska gården i Kila norr om Säffle och dess orörda1700-talsinteriörer . I norra och västra Värmland räddades många ålderdomliga byggnader, som finngården Kvarntorp i Lekvattnet och Ögårn i Dusserud i Västra Fågelvik  . I Karlstad iståndsattes 1700- och 1800-talshusen i kvarteret Almen vid Klarälven . 
I mitten av 1960-talet fick Gösta von Schoultz upp ögonen för Värmlands industrihistoriska arv. Många av den tidiga järnhanteringens gruvor, masugnar och bruksmiljöer låg lämnade öde ute i landskapet. De kartlades 1968 -1971 tillsammans med övergivna äldre kvarnar, sågar, flottningsrännor, kanaler och rester av gamla järnvägar. Därefter inventerade man länets nedlagda kraftverk och massa- och pappersbruk.
1972 bildades Föreningen Värmländska industriminnesmärken med Gösta von Schoultz som initiativtagare. Föreningen blev ett effektivt redskap när antikvariska intressen skulle samarbeta praktiskt och ekonomiskt med olika statliga myndigheter, länets kommuner och de värmländska industriföretagen. Tack vare föreningens energiska insatser räddades värdefulla delar av länets industrihistoriska kulturarv till eftervärlden och gjordes tillgängliga för besökare. Industriminnesvård så som den bedrevs i Värmland under 1960-70-talen var en pionjärinsats, som under följande decennier fick efterföljare på andra håll i Sverige .
På Värmlands museum visades under Gösta von Schoultz år som museichef utställningar av konst, konsthantverk och konstindustri - inte sällan med internationella perspektiv. Som ett av de första museerna i Sverige visade man fotokonst 1951. Historia och kulturhistoria varvades med utställningar i samhällsfrågor. Vikten av att skydda natur- och kulturmiljöer uppmärksammade man redan 1958, mot bakgrund av efterkrigsårens alltmer hårdhänta omdaning av tätorter och landsbygd  Under 1960-talet belyste museet följderna av den stora omvandling av det värmländska näringslivet som då pågick. Det sena 1960-talets mer politiskt styrda samhällsdebatt fick däremot ingen plats på Värmlands museum .

## Skrifter
- Svenska skråsigill, Nordiska museet 1944
- Kistor, Nordiska museet, 1949
- Dalslandsgårdar, Nordiska museet, 1951
- Värmland förr och nu, årsbok för Värmlands museum. Gösta von Schoultz var bokens utgivare och redaktör 1950-1979 och bidrog ofta  själv med uppsatser i skilda ämnen. Till 1989 års utgåva skrev han historiken Värmlands museum 150 år.
- RIG, tidskrift för svensk kulturhistoria. Gösta von Schoultz var tidskriftens medredaktör 1947-1953. Han medverkade själv med uppsatser och recensioner, både före, under och efter sitt redaktörskap.
- Slott och herresäten i Sverige, del 11, Allhems förlag 1968. Ett tjugotal beskrivningar av värmländska herrgårdar.
- Värmland, AWE/Gebers 1982, i serien Våra levande landskap.
- Värmländsk historia, Norstedts 1984.